# ببر مالایی
ببر مالایی (نام علمی: Panthera tigris jacksoni) نام یک زیرگونه از گونه ببر است که در جنوب و قسمت‌های مرکزی شبه‌جزیره مالایا زیست می‌کند. در سال ۲۰۱۵ این گونه به‌عنوان گونه در معرض انقراض توسط اتحادیه بین‌المللی حفاظت از طبیعت طبقه‌بندی شده‌است. فقط ۲۰۰ قلاده از این جانور وجود دارد.